# Arturo Pomar Salamanca
Arturo Pomar Salamanca (* 1. September 1931 in Palma de Mallorca; † 26. Mai 2016 in Barcelona) war ein spanischer Schachmeister.

## Leben
Arturo Pomar erlernte bereits als Fünfjähriger die Schachregeln und gewann als Zehnjähriger die Erwachsenenmeisterschaft der Balearen, wurde aber wegen seines jungen Alters nicht zur Qualifikation zur Landesmeisterschaft zugelassen. Ein Jahr später wiederholte er seinen Erfolg auf den Balearen, wurde im Qualifikationsturnier Dritter und durfte am Finale der spanischen Meisterschaft 1942 teilnehmen. Pomar galt daraufhin in Spanien als Wunderkind und er wurde in Filmen und Radiosendungen der Öffentlichkeit vorgeführt. Der damalige Weltmeister Alexander Aljechin, der sich zum Ende des Zweiten Weltkriegs in Portugal und Spanien aufhielt, wurde auf Pomar aufmerksam und gab ihm über längere Zeit Unterricht. 1944 spielte Pomar Remis gegen Aljechin bei einem Turnier in Gijón, was einen bis heute einmaligen Rekord darstellt: Es gelang bislang keinem jüngeren Spieler (Pomar war 13 Jahre alt) in einer Turnierpartie gegen einen amtierenden Weltmeister unentschieden zu spielen. 1946 besiegte Pomar in London die Schachlegende Jacques Mieses (damals 81 Jahre alt) in einem Kurzwettkampf mit 1,5:0,5.

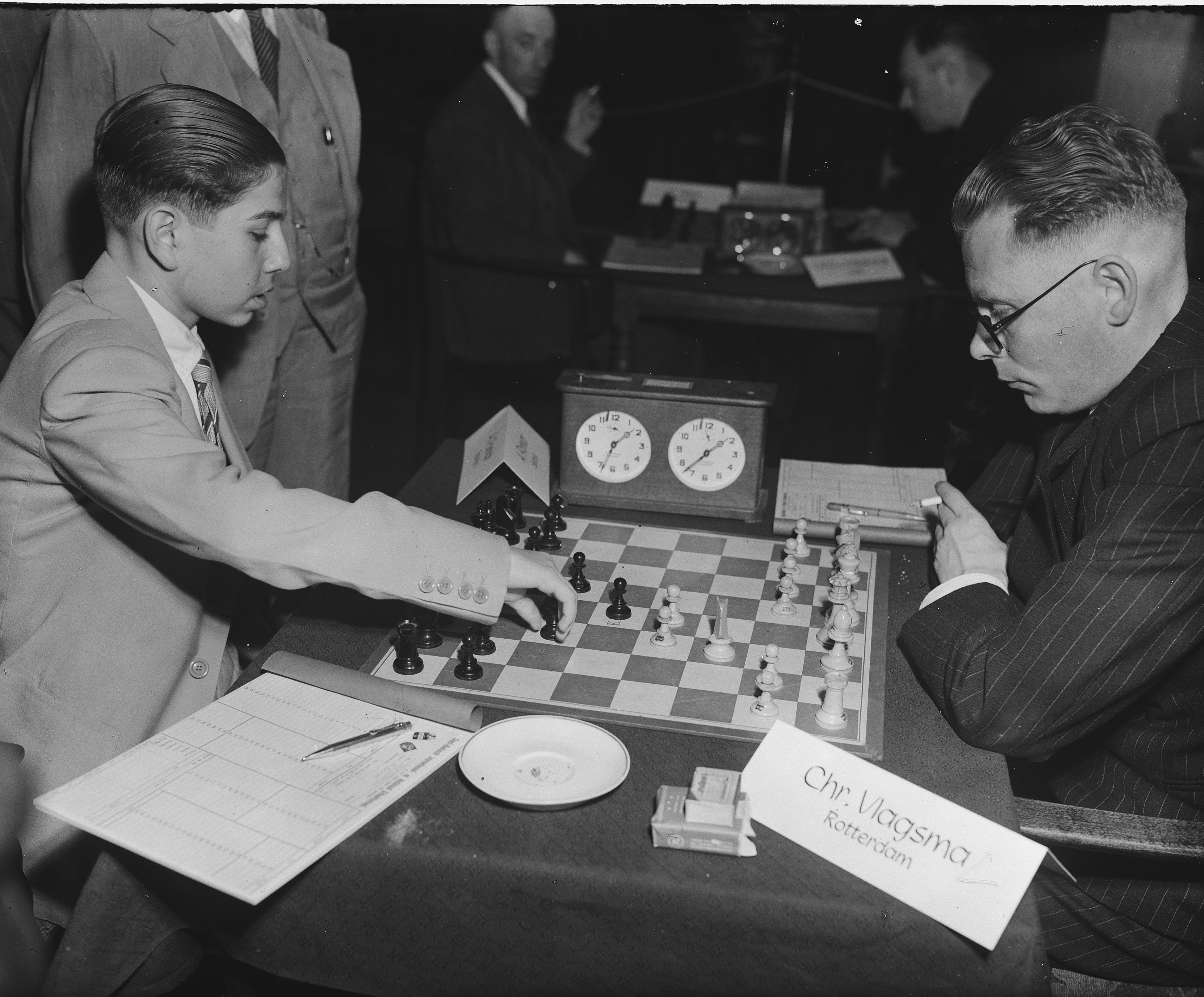
Arturo Pomar (Baarn, 1947)

Pomar gewann die spanische Meisterschaft sieben Mal (1946, 1950, 1957, 1958, 1959, 1962 und 1966) und vertrat die spanische Nationalmannschaft bei allen zwölf Schacholympiaden von 1958 bis 1980. Bei der Schacholympiade 1960 in Leipzig erreichte er am zweiten Brett das drittbeste Einzelergebnis. Er nahm außerdem mit Spanien an der Mannschaftseuropameisterschaft 1970 in Kapfenberg teil. Er wurde 1950 Internationaler Meister, wobei er mit 18 Jahren der jüngste der knapp 100 geehrten Spieler war. Im Jahre 1962 verlieh ihm die FIDE den Großmeistertitel. Zu seinen bedeutendsten Erfolgen auf internationalen Turnieren zählen: 1.–2. Platz in Paris 1949, Zweiter in Hollywood 1952, 1.–4. in Madrid (Zonenturnier) 1960, Erster in Torremolinos 1961, Erster in Málaga 1964, Zweiter in Palma 1966 und Erster in Málaga 1971. Pomar qualifizierte sich beim Zonenturnier in Madrid 1960 für das Interzonenturnier in Stockholm 1962, wo er Platz 11 teilte.
In der spanischen Mannschaftsmeisterschaft spielte Pomar bis 1963 für die Mannschaft von Real Madrid, mit der er 1957, 1959, 1961 und 1962 Meister wurde, anschließend bis 1969 für die Mannschaft von CE Barcelona, mit der er 1964 die Meisterschaft gewann, und von 1973 bis 1983 für das Team von UGA Barcelona, mit dem er 1979 spanischer Mannschaftsmeister wurde.
Mit 61 Jahren zog er sich 1992 endgültig vom Turnierschach zurück, nachdem er schon einige Jahre nur noch sporadisch Turnierpartien gespielt hatte.
Vor Einführung der Elo-Zahlen lag Pomars höchste historische Elo-Zahl bei 2655 im März 1962.